# 日本国憲法第63条
日本国憲法 第63条（にほんこく（にっぽんこく）けんぽう だい63じょう）は、日本国憲法の第4章にある条文で、国務大臣の議院出席の権利と義務について規定している。大日本帝国憲法では「出席の権利」のみが規定されていたが、日本国憲法において「出席の権利と義務」に改められた。

## 条文
日本国憲法、e-Gov法令検索。

第六十三条内閣総理大臣その他の国務大臣は、両議院の一に議席を有すると有しないとにかかはらず、何時でも議案について発言するため議院に出席することができる。又、答弁又は説明のため出席を求められたときは、出席しなければならない。

## 沿革

### 大日本帝国憲法
東京法律研究会 p.11

第五十四條國務大臣及政府委員ハ何時タリトモ各議院ニ出席シ及發言スルコトヲ得

### GHQ草案
「GHQ草案」、国立国会図書館「日本国憲法の誕生」。

#### 日本語
第五十六条総理大臣及国務大臣ハ国会ニ議席ヲ有スルト否トヲ問ハス何時ニテモ法律案ヲ提出シ討論スル目的ヲ以テ出席スルコトヲ得質問ニ答弁スルコトヲ要求セラレタルトキハ出席スヘシ

#### 英語
Article LVI.The Prime Minister and the Ministers of State whether or not they hold seats in the Diet may at any time appear before that body for the purpose of presenting and arguing bills, and shall appear when required to answer interpellations.

### 憲法改正草案要綱
「憲法改正草案要綱」、国立国会図書館「日本国憲法の誕生」。

第五十八内閣総理大臣及国務各大臣ハ両議院ノ一ニ議席ヲ有スルト否トヲ問ハズ何時ニテモ法律ニ付討論ヲ為ス為出席スルコトヲ得ルモノトシ答弁又ハ説明ノ為出席ヲ求メラレタルトキハ出席スルコトヲ要スルコト

### 憲法改正草案
「憲法改正草案」、国立国会図書館「日本国憲法の誕生」。

第五十九条内閣総理大臣その他の国務大臣は、両議院の一に議席を有すると有しないとにかかはらず、何時でも議案について発言するため議院に出席することができる。又、答弁又は説明のため出席を求められたときは、出席しなければならない。

## 解説
内閣総理大臣その他の国務大臣が議院に出席した場合、議案について発言する権利があると同時に答弁又は説明を求められた時はこれに応ずる義務があることを当然の前提をしていると解される。しかし、答弁を求められた事項が全く個人的な事項にわたる場合、所管外の事項である場合、他国との信頼関係が損なわれる恐れがある場合等の合理的な理由がある時はその理由を明らかにして具体的答弁をしないことが許される。なお、国務大臣の国会答弁が責任ある立場で国民に代表する立法府に向けて行われるものであることに鑑みると、大変に重い意味をもつものであることは明らかであり、以後の行政運営が大臣答弁を体して行われるべきことは言うまでもないが、国務大臣の国会答弁それ自体は法令ではないので、法規範として広く国民や政府等を縛るような法的な拘束力はない。内閣総理大臣その他の国務大臣にある者が、議院の会議又は委員会での質問に対する答弁等において、一政治家や政党の一員その他の個人の立場での見解を述べることは禁止されていない。
内閣総理大臣その他国務大臣は議院から答弁又は説明のため出席を求められた時は出席しなければならないが、病気や交通事故や重要な国際会議のために議院に出席できない正当な理由がある場合は出席しないことも認められる。